# Югово (Бурятія)
Югово (рос. Югово) — село Прибайкальського району, Бурятії Росії. Входить до складу Сільського поселення Таловського.
Населення — 428 осіб (2015 рік).